# Philippe de Chambarlhac
 (août 2025).
Philippe de Chambarlhac, aussi écrit Philippe de Chamberlhac est un prêtre catholique qui a été successivement évêque de Sion, archevêque latin de Nicosie et archevêque de Bordeaux, né dans le Périgord, mort à Saint-Thibéry en juin 1361.
Dans le livre Vallesia christiana de Sébastien Briguet, il est appelé Philippus Gastonius, ou Philippe de Gastons, appellation reprise dans le tome XII de Gallia christiana et dans Histoire du Vallais avant et sous l'ère chrétienne jusqu'à nos jours. Ce nom de Gastons vient d'une déformation de Gasconia, Gastonia, parfois aussi appelé gasconius, Gastonius. Cette appellation vient du nom de sa province d'origine, la Gascogne, à laquelle appartenait à l'époque le Périgord. J. Gremaud, bibliothécaire de la ville de Fribourg, a rétabli la biographie de cet évêque de Sion.

## Biographie
Philippe de Chambarlhac a un frère, Hélie de Chambarlhac qui est curé de Savignac, dans le diocèse de Périgueux, et qui a été vicaire-général de son frère alors évêque de Sion.
Il est recteur du patrimoine de Saint-Pierre en Toscane, entre 1332 et 1335, puis archidiacre de Gand en 1335.

### Évêque de Sion
Au début du XIVe siècle, les évêques de Sion sont nommés par le pape, mais les comtes de Savoie avaient une influence sur ces nominations . Les évêques de Sion sont comtes et seigneurs de Sion. Il est nommé évêque de Sion par le pape Benoît XII  le 2 mai 1338 (ou le 8 juin). Il le reste jusqu'en novembre 1342, puis il est transféré à l'évêché de Nice.

### Archevêque latin de Nicosie
Philippe de Chamberlhac est nommé archevêque de Nicosie le 30 août 1344 par Clément VI à une époque où le roi de Chypre est Hugues IV de Lusignan. En 1350, à la demande d'Innocent VI, il est intervenu dans le conflit entre Hugues IV de Lusignan et son fils, Pierre de Lusignan, comte de Tripoli conséquence du désir de son fils de mener une nouvelle croisade dont le père jugeait le projet aventureux. En 1357, le roi de Chypre a envoyé l'archevêque de Nicosie à une réunion se tenant à Avignon pour renouveler la ligue entre Rhodes, Chypre et Venise pour la défense de Smyrne. Après la mort d'Hugues IV de Lusignan, son fils Pierre devenu roi de Chypre repris son projet de mener une croisade qu'il va conduire à la prise d'Alexandrie en 1365. En 1360, Philippe de Chambarlhac a armé une galère pour la défense de Smyrne.

### Archevêque de Bordeaux
Il est nommé archevêque de Bordeaux en 1360. Il meurt l'année suivante.